# ШОСО „Младост” Пирот
Школа за основно и средње образовање "Младост" Пирот је основана решењем скупштине општине Пирот 1971. године као специјална основна школа.

## Историјат
Школа је започела свој рад у једној учионици у већ постојећој школи. Отворена су још два истурена одељења у селима Велика Лукања и Гостуша. Ова два одељења ће радити до школске 1976. године. 
Ово је била једина школа те врсте у пиротском крају укључујући општине Бела Паланка, Бабушница и Димитровград. 
Године 1986. Школа добија нов назив - Основна школа за васпитање и образовање деце и омладине ометене у развоју "Младост". Те исте године постављен је камен темељац за нову школску зграду где су се ученици и наставници уселили 1. септембра. 
Школске 1995/96 после завршеног осмогодишњег образовања су ученици могли да упишу и једногодишњу средњу школу за стицање стручне оспособљености као истурена одељења школе за децу и омладину "14. октобар" у Нишу . Стручно особље Школе је написало елаборат о педагошко-психолошкој и економској оправданости отварања и средње школе те је Школа добила сагласност и верификована је као средња школа те је добила и нов назив - Школа за основно и средње образовање "Младост" са два подручја рада: шивач текстила и помоћни обрађивач лима. Оба смера су била двогодишњег трајања.
Десет година касније, 2006. се Министарству просвете шаље захтев да се отвори и предшколска група при Школи, међутим није било одговора. Школа је ипак имала хетерогену предшколску групу са којима су радили васпитачи и дефектолози. 
Исте године је група имала седморо деце и Школа је наједном имала много деце која нису могла да савладају програм за лако ометене па је Школа 2007. упутила молбу Министарству да се отвори Одељење за умерено и теже ментално заосталу децу и ученике. Од 1. септембра исте године је одељење почело са радом и наставом.
Одељење за умерено ментално заосталу децу и омладину је радио до краја школске 2010/11. године када су пребачена у одељење за лако ментално ометене у развоју. Децембра 2010. године је Министарство дозволило упис у трећу годину средњег образовања. Те исте године су верификовани и нови смерови у средњој школи: образовни профил бравар и образовни профил конфекцијски шивач.
Директор Школе је Бојана Ђорђевић.

## План и програм Школе
План и програм су категорисани на 4 развојна степена према хронолошком узрасту деце: 
- први развојни степен - деца од 7 и 8 година
- други развојни степен - деца од 9 и 10 година
- трећи развојни степен - деца од 11 и 12 година
- четврти развојни степен - деца са 13 и више година

План васпитно-образовног рада предшколске групе: развој језика и говора, основни математичко-логички појмови, упознавање природе и друштвене средине, самопослуживање и старање о себи, музичко васпитање, ликовно васпитање, физичко васпитање, радно васпитање, логопедски рад, сензорни и психомоторни развој. 
План васпитно-образовног рада за умерено заосталу децу и омладину: сензорни и психомоторни развој, развој језика и говора, развој психомоторике, познавање природе и друштвене средине, физичко васпитање, радно васпитање, музичко васпитање, ликовно васпитање, социјални развој, логопедски рад.
Наставни план за трогодишње образовање за подручје рада машинство и обрада метала, образовни профил бравар: српски језик и књижевност, уређење друштва, физичко васпитање, математика, основе машинства, материјали и обрада метала, техничко цртање са машинским елементима, технологија рада, практична настава. 
Наставни план за трогодишње образовање за подручје рада текстилство и кожарство, за образовни профил конфекцијски шивач: српски језик и књижевност, уређење друштва физичко васпитање, математика, текстилна влакна, познавање материјала, машине и алати, технологија шивења, практична настава.
До 1990. године је настава од првог до осмог разреда извођена као разредна а од тада до данас од првог до четвртог разреда као разредна док се разреди од петог до осмог изводе као предметни. 
Поред редовне наставе, ваннаставне активности су значајан вид рада Школе: ликовна радионица, саобраћајна и рецитаторска секција, спортске активности, новогодишњи маскенбал.